# Гораванська пустеля
Гораванська пустеля (вірм. Գոռավանի անապատ) — піщана пустеля у Вірменії, в області Арарат, на південь від міст Веді і Ґораван. Пустеля знаходиться на висоті 900—950 м НРМ. На території пустелі переважають піщані дюни. Фауна представлена зміями, скорпіонами, ящірками, орлами, черепахами та іншими тваринами, флора — рослинами, типовими для зростання в пустелі. Середньорічна температура на території пустелі становить +12 °C, мінімальна −25 °C, максимальна 42 °C.
Площа пустелі становить близько 250—300 га, на схід від неї розташований Урцький хребет. Поблизу пустелі розташований державний заказник «Гораванські піски».